# Contigny
Contigny est une commune française, située dans le département de l'Allier en région Auvergne-Rhône-Alpes.

## Géographie

### Localisation
Contigny est située au centre du département de l'Allier, à 5,2 km au nord de Saint-Pourçain-sur-Sioule, à 21,9 km au sud-est de Souvigny, à 24 km au sud de Moulins et à 26,3 km au nord-nord-ouest de Vichy.
Sept communes sont limitrophes :
|                         | Monétay-sur-Allier La Ferté-Hauterive |                     |
| Verneuil-en-Bourbonnais | Contigny                              | Saint-Loup          |
| Saulcet                 | Saint-Pourçain-sur-Sioule             | Varennes-sur-Allier |

### Hydrographie
La commune est traversée par la Sioule ; son embouchure avec l'Allier se situe à quelques centaines de mètres des limites communales, à La Ferté-Hauterive.

### Voies de communication et transports
Le territoire communal est traversé par les routes départementales 18 (en direction de Verneuil-en-Bourbonnais et de Treban), 232 (reliant Monétay-sur-Allier à la RD 46 au nord de Paray-sous-Briailles, en direction de Varennes-sur-Allier), 532 et 2009 (ancienne route nationale 9 reliant Moulins à Saint-Pourçain-sur-Sioule, Gannat et Clermont-Ferrand).
Il existe également une partie de la ligne de La Ferté-Hauterive à Gannat, passant au sud-est de la commune. Aucun train de voyageurs n'y circule.

### Climat
Pour des articles plus généraux, voir Climat d'Auvergne-Rhône-Alpes et Climat de l'Allier.
En 2010, le climat de la commune est de type climat océanique dégradé des plaines du Centre et du Nord, selon une étude du CNRS s'appuyant sur une série de données couvrant la période 1971-2000. En 2020, Météo-France publie une typologie des climats de la France métropolitaine dans laquelle la commune est dans une zone de transition entre le climat océanique altéré et le climat de montagne ou de marges de montagne et est dans la région climatique Centre et contreforts nord du Massif Central, caractérisée par un air sec en été et un bon ensoleillement.
Pour la période 1971-2000, la température annuelle moyenne est de 11,4 °C, avec une amplitude thermique annuelle de 16,1 °C. Le cumul annuel moyen de précipitations est de 714 mm, avec 10,4 jours de précipitations en janvier et 7,2 jours en juillet. Pour la période 1991-2020, la température moyenne annuelle observée sur la station météorologique de Météo-France la plus proche, sur la commune de Louchy-Montfand à 7 km à vol d'oiseau, est de 11,9 °C et le cumul annuel moyen de précipitations est de 740,6 mm,. Pour l'avenir, les paramètres climatiques de la commune estimés pour 2050 selon différents scénarios d'émission de gaz à effet de serre sont consultables sur un site dédié publié par Météo-France en novembre 2022.

## Urbanisme

### Typologie
Au 1er janvier 2024, Contigny est catégorisée commune rurale à habitat dispersé, selon la nouvelle grille communale de densité à 7 niveaux définie par l'Insee en 2022.
Elle est située hors unité urbaine. Par ailleurs la commune fait partie de l'aire d'attraction de Moulins, dont elle est une commune de la couronne,. Cette aire, qui regroupe 64 communes, est catégorisée dans les aires de 50 000 à moins de 200 000 habitants,.

### Occupation des sols

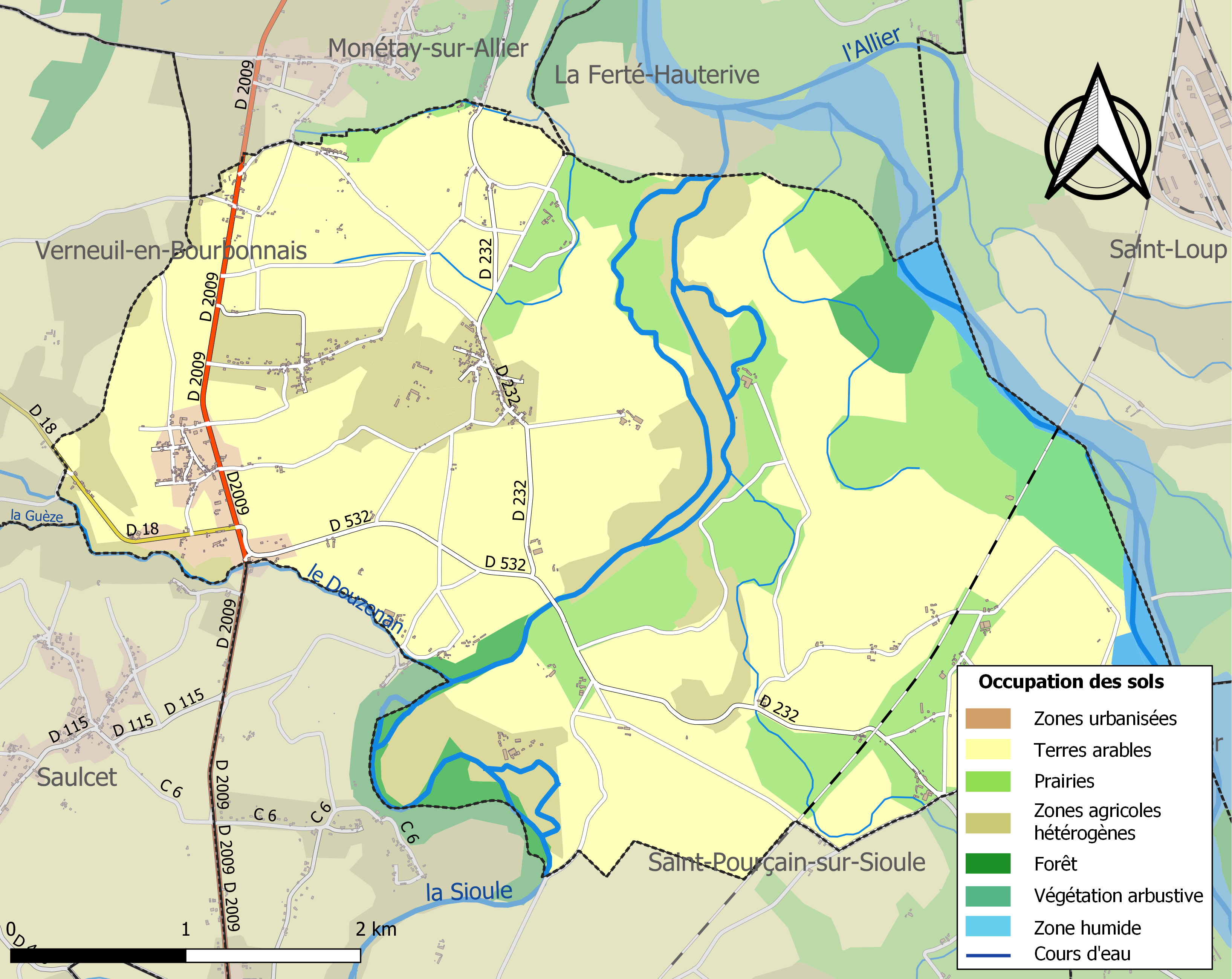
Carte des infrastructures et de l'occupation des sols de la commune en 2018 (CLC).

L'occupation des sols de la commune, telle qu'elle ressort de la base de données européenne d’occupation biophysique des sols Corine Land Cover (CLC), est marquée par l'importance des territoires agricoles (90,9 % en 2018), en augmentation par rapport à 1990 (88,8 %). La répartition détaillée en 2018 est la suivante : terres arables (58,2 %), prairies (15,8 %), zones agricoles hétérogènes (15,2 %), forêts (2,9 %), milieux à végétation arbustive et/ou herbacée (2,6 %), zones urbanisées (2,1 %), cultures permanentes (1,7 %), eaux continentales (1,5 %).
L'IGN met par ailleurs à disposition un outil en ligne permettant de comparer l’évolution dans le temps de l’occupation des sols de la commune (ou de territoires à des échelles différentes). Plusieurs époques sont accessibles sous forme de cartes ou photos aériennes : la carte de Cassini (XVIIIe siècle), la carte d'état-major (1820-1866) et la période actuelle (1950 à aujourd'hui).

## Toponymie
De l'anthrotoponyme toponyme gallo-romain de langue gauloise « Continiacum ».

## Histoire
Avant 1789, la commune faisait partie de l'ancienne province du Bourbonnais issue de la seigneurie de Bourbon médiévale.

## Politique et administration

### Découpage territorial
Contigny dépendait du canton de Saint-Pourçain-sur-Sioule jusqu'en mars 2015 ; à la suite du redécoupage des cantons du département, elle se situe dans le canton de Souvigny.
Par arrêté préfectoral du 2 janvier 2024, la commune est retirée le 1er janvier 2024 de l'arrondissement de Moulins et rattachée à l'arrondissement de Vichy.

### Liste des maires
| Période                                  | Période                      | Identité                | Étiquette | Qualité                     |
| ---------------------------------------- | ---------------------------- | ----------------------- | --------- | --------------------------- |
| Les données manquantes sont à compléter. |                              |                         |           |                             |
| mars 2001                                | mars 2008                    | Jacques Meilleroux      |           |                             |
| mars 2008                                | 4 juillet 2020               | Mme Dominique Masquelet | DVD       | Retraitée de l'enseignement |
| 4 juillet 2020                           | En cours (au 5 juillet 2020) | Valéry Dubsay           |           |                             |

## Population et société

### Démographie
Les habitants de la commune sont appelés les Contignyssois et les Contignyssoises.
L'évolution du nombre d'habitants est connue à travers les recensements de la population effectués dans la commune depuis 1793. Pour les communes de moins de 10 000 habitants, une enquête de recensement portant sur toute la population est réalisée tous les cinq ans, les populations de référence des années intermédiaires étant quant à elles estimées par interpolation ou extrapolation. Pour la commune, le premier recensement exhaustif entrant dans le cadre du nouveau dispositif a été réalisé en 2007.

En 2022, la commune comptait 575 habitants, en évolution de −3,69 % par rapport à 2016 (Allier : −1,38 %, France hors Mayotte : +2,11 %).
| 1793  | 1800 | 1806 | 1821 | 1831 | 1836  | 1841  | 1846  | 1851  |
| ----- | ---- | ---- | ---- | ---- | ----- | ----- | ----- | ----- |
| 1 039 | 984  | 612  | 992  | 944  | 1 004 | 1 032 | 1 116 | 1 154 |

| 1856  | 1861  | 1866  | 1872  | 1876  | 1881  | 1886  | 1891  | 1896  |
| ----- | ----- | ----- | ----- | ----- | ----- | ----- | ----- | ----- |
| 1 206 | 1 179 | 1 141 | 1 163 | 1 144 | 1 094 | 1 086 | 1 076 | 1 094 |

| 1901  | 1906  | 1911  | 1921 | 1926 | 1931 | 1936 | 1946 | 1954 |
| ----- | ----- | ----- | ---- | ---- | ---- | ---- | ---- | ---- |
| 1 083 | 1 040 | 1 004 | 831  | 849  | 860  | 798  | 742  | 732  |

| 1962 | 1968 | 1975 | 1982 | 1990 | 1999 | 2006 | 2007 | 2012 |
| ---- | ---- | ---- | ---- | ---- | ---- | ---- | ---- | ---- |
| 659  | 630  | 574  | 533  | 542  | 559  | 593  | 598  | 617  |

| 2017 | 2022 | - | - | - | - | - | - | - |
| ---- | ---- | - | - | - | - | - | - | - |
| 592  | 575  | - | - | - | - | - | - | - |

### Enseignement
Contigny dépend de l'académie de Clermont-Ferrand. Elle gère une école maternelle publique.
Hors dérogations à la carte scolaire, les collégiens se rendent à Saint-Pourçain-sur-Sioule, tout comme les lycéens.

## Économie
L'une des activités de la commune est la viticulture : la commune fait partie du terroir de l'AOC saint-pourçain.

## Culture locale et patrimoine

### Lieux et monuments
Parmi les édifices et monuments remarquables de cette commune se trouvent le château de la Cour et l'église du village.
- Église Saint-Martial de Contigny.